# Хейворд, Джимми
Джеймс «Джимми» Хейворд (англ. Jimmy Hayward; род. 17 сентября 1970, Кингстон, Онтарио, Канада) — канадско-американский кинорежиссер, сценарист и аниматор.

## Жизнь и карьера
Хейворд родился в Кингстоне, Онтарио. В молодом возрасте Хейворд начал свою карьеру в Mainframe Entertainment, он был одним из первых аниматоров телесериала ReBoot. На протяжении всей своей карьеры он работал в Pixar Animation Studios, 20th Century Fox и Blue Sky Studios и был аниматором мультфильмов История игрушек, Приключения Флика, История игрушек 2, Корпорация монстров, и В поисках Немо.
Его режиссёрский дебют студии «Dr. Seuss'» Хортон, в главных ролях с Джимом Керри и Стивом Кареллом, сборы со всего мира было $297 138 014 (по состоянию на май 2009 года).
Первый игровой фильм Хейворда «Джона Хекс», был выпущен в июне 2010 года.

## Фильмография
- ReBoot (1994) (аниматор)
- История игрушек (1995) (аниматор)
- Приключения Флика (1998) (дополнительный аниматор)
- История игрушек 2 (1999) (аниматор)
- Корпорация монстров (2001) (аниматор)
- Новая машина Майка (2002) (аниматор)
- В поисках Немо (2003) (аниматор)
- Роботы (2005) (режиссёр последовательности, история консультант)
- Хортон (2008) (режиссёр)
- Джона Хекс (2010) (режиссёр)
- Индюки: Назад в будущее (2013) (режиссёр) (писатель)